# La casa de los gritos
«La casa de los gritos» es una canción de la banda de rock peruano Libido, lanzado como cuarto sencillo del álbum homónimo, publicado en 1998.

## Composición
La canción fue compuesta por Manolo Hidalgo. En este tema Jeffry Fischman toca el cajón Peruano en lugar de la batería.

## Vídeo
El video musical fue dirigido por Percy Céspedez, en el vídeo los integrantes salen rodeados por varios extras y tiene una atmósfera bastante oscura ya que se realiza en una antigua casona del Perú.
- Datos: Q5966053